# Greenville (Missouri)
Greenville település az Amerikai Egyesült Államok Missouri államában, Wayne megyében, melynek megyeszékhelye is. Lakosainak száma 443 fő (2020. április 1.).

## Népesség
A település népességének változása:

| 2010 | 511 |
| 2020 | 443 |